# Jefferson (Texas)
Pour l’article homonyme, voir Jefferson.
La ville américaine de Jefferson est le siège du comté de Marion, dans l’État du Texas. Elle comptait 2 024 habitants lors du recensement de 2000.

## Source
- (en) Cet article est partiellement ou en totalité issu de l’article de Wikipédia en anglais intitulé « Jefferson, Texas » (voir la liste des auteurs).